# Rhynchomyzon rubrovittatum
Rhynchomyzon rubrovittatum är en kräftdjursart som beskrevs av Georg Ossian Sars 1918. Rhynchomyzon rubrovittatum ingår i släktet Rhynchomyzon, och familjen Asterocheridae. Arten har ej påträffats i Sverige.